# Frithjof Prydz
Frithjof Prydz (ur. 15 lipca 1943 w Oslo; zm. 8 grudnia 1992 tamże) – norweski sportowiec, występował w reprezentacji Norwegii w skokach narciarskich (1968–1976) oraz w tenisie ziemnym (1968–1978). W 1971 otrzymał nagrodę Egebergs Ærespris.

## Skoki narciarskie
W 1972 wziął udział w konkursach skoków narciarskich na zimowych igrzyskach olimpijskich w Sapporo oraz na trzech kolejnych mistrzostwach świata w lotach narciarskich – w Planicy (1972), w Oberstdorfie (1973) oraz w Bad Mitterndorf (1975). Najbardziej udane były dla niego te ostatnie, gdzie zajął 4. miejsce.

### Igrzyska olimpijskie
- Indywidualnie
  - 1972 Sapporo (JPN) – 15. miejsce (duża skocznia), 11. miejsce (normalna skocznia)

### Mistrzostwa świata w lotach
- Indywidualnie
  - 1972 Planica (YUG) – 17. miejsce
  - 1973 Oberstdorf (RFN) – 18. miejsce
  - 1975 Bad Mitterndorf (AUT) – 4. miejsce

### Turniej Czterech Skoczni
- 1969/1970 – 16. miejsce
- 1970/1971 – 8. miejsce
- 1971/1972 – 15. miejsce
- 1972/1973 – 35. miejsce
- 1975/1976 – 53. miejsce

## Tenis ziemny
Był 24 razy mistrzem Norwegii w tenisie ziemnym. Mistrzem swojego kraju na wolnym powietrzu został raz w grze pojedynczej (singlowej), 3 razy w grze podwójnej (deblowej), 12 razy w grze mieszanej (mikstowej), zaś w hali 2 razy w grze podwójnej oraz 6 razy w grze mieszanej. Tytuły te zdobywał, gdy jego partnerem w grze podwójnej był Jon-Erik Ross, a partnerką w grze mieszanej była Ellen Grindvold. Ponadto Frithjof Prydz występował w latach 1968–1978 w reprezentacji Norwegii w meczach Pucharu Davisa.

### Puchar Davisa
- 1968 – mecz I rundy Grupy Europejskiej Norwegia-Luksemburg 4-1
- 1968 – mecz ¼ finału Grupy Europejskiej Rumunia-Norwegia 5-0
- 1970 – mecz I rundy Grupy Europejskiej Egipt-Norwegia 3-1
- 1971 – mecz I rundy Grupy Europejskiej Izrael-Norwegia 4-1
- 1972 – mecz I rundy Grupy Europejska Holandia-Norwegia 5-0
- 1974 – mecz rundy eliminacyjnej Grupy Europejskiej Hiszpania-Norwegia 5-0
- 1977 – mecz rundy eliminacyjnej Grupy Europejskiej Maroko-Norwegia 4-1
- 1978 – mecz rundy eliminacyjnej Grupy Europejskiej Holandia-Norwegia 4-1